# The Louvin Brothers
The Louvin Brothers fu un duo musicale statunitense di genere country, composto da Ira Lonnie Loudermilk (1924–1965) e Charlie Elzer Loudermilk (1927–2011). Formazione importante e influente per la storia della musica country, contribuì a popolarizzare il genere close harmony. Il loro album più celebre è Satan Is Real, considerato un importante capolavoro della storia della musica country. Nel 2001 sono stati introdotti nella Country Music Hall of Fame

## Discografia
- 1956: The Louvin Brothers (MGM)
- 1956: Tragic Songs of Life (Capitol)[5]
- 1957: Nearer My God to Thee (Capitol)
- 1958: Ira and Charlie (Capitol)
- 1958: The Family Who Prays (Capitol)
- 1958: Country Love Ballads (Capitol)
- 1959: Satan Is Real (Capitol)
- 1960: My Baby's Gone (Capitol)
- 1960: A Tribute to the Delmore Brothers (Capitol)
- 1961: Encore (Capitol)
- 1961: Christmas with the Louvin Brothers (Capitol)
- 1962: The Weapon of Prayer (Capitol)
- 1963: Keep Your Eyes on Jesus (Capitol)
- 1964: The Louvin Brothers Sing and Play Their Current Hits (Capitol)
- 1965: Thank God for My Christian Home (Capitol)
- 1966: Ira and Charles (Hilltop)
- 1967: Two Different Worlds (Capitol)
- 1967: The Great Roy Acuff Songs (Capitol)
- 1968: Country Heart and Soul (Capitol)
- 1973: The Great Gospel Singing of The Louvin Brothers (Capitol)
- 1975: Live at New River Ranch (Collectors Classic)
- 1976: I Don't Believe You Met My Baby (Hilltop)
- 1978: Songs That Tell a Story (Rounder)
- 1990: Early MGM Recordings (Rounder)
- 1992: Close Harmony (Bear Family Records)
- 1995: Greatest Hits (Capitol)
- 1995: When I Stop Dreaming: The Best of the Louvin Brothers (Razor & Tie)
- 2006: The Essential Louvin Brothers 1955–1964: My Baby's Gone (Raven)

## Singoli in classifica
| Year | Single                               | Chart Positions |
| Year | Single                               | US Country      |
| ---- | ------------------------------------ | --------------- |
| 1955 | "When I Stop Dreaming"               | 8               |
| 1956 | "I Don't Believe You've Met My Baby" | 1               |
| 1956 | "Hoping That You're Hoping"          | 7               |
| 1956 | "You're Running Wild"                | 7               |
| 1956 | "Cash on the Barrelhead"A            | 7               |
| 1957 | "Don't Laugh"                        | 11              |
| 1957 | "Plenty of Everything but You"       | 14              |
| 1958 | "My Baby's Gone"                     | 9               |
| 1959 | "The Knoxville Girl"                 | 19              |
| 1961 | "I Love You Best of All"             | 12              |
| 1961 | "How's the World Treating You"       | 26              |
| 1962 | "Must You Throw Dirt in My Face"     | 21              |